# Generaldirektion Binnenmarkt, Industrie, Unternehmertum und KMU
Die Generaldirektion Binnenmarkt, Industrie, Unternehmertum und KMU (GROW) ist eine Generaldirektion der Europäischen Kommission. Sie ersetzt die ehemaligen Generaldirektionen Binnenmarkt (GD Markt) und Unternehmen und Industrie (GD ENTR). Innerhalb der Kommission ist sie dem Binnenmarkt-Ressort – bis 15. September 2024 geleitet von Kommissar Thierry Breton, danach t.b.d. (to be decided), zugeordnet. Leiterin der Generaldirektion ist Kerstin Jorna.

## Direktionen
Die Generaldirektion ist in Brüssel angesiedelt und gliedert sich in elf Direktionen.